# Geoff Bodine
Geoffrey Edmond "Geoff" Bodine, född den 18 april 1949 i Chemung County, New York, är en amerikansk racerförare. Han är äldre bror till Brett och Todd Bodine.

## Racingkarriär
Bodine tävlade i Modifiedbilar, innan han gjorde sin debut i Nascar Winston Cup Series 1979. Han blev senare en av seriens toppförare, efter att ha tagit sin första delseger 1984 på Martinsville Speedway. 1986 vann han Daytona 500 efter en tuff slutstrid med Dale Earnhardt som fick bränslestopp med tre varv kvar att köra. Hans bästa slutplacering kom 1990, då han slutade trea totalt, efter den säsong där han länge slogs om titeln, efter flera segrar i säsongen inledning. Under den senare delen av hans karriär blev Bodine känd som en roadcoursespecialist, och vann flera gånger på Watkins Glen. 
Han hade även en rejäl krasch på Daytona International Speedway 2000 i Nascar Craftsman Truck Series, där han kraschade ordentligt högst uppe på bakningen, och blev sedan påkörd av flera bilar på vägen ned. Mirakulöst överlevde Bodine kraschen, med ett par frakturerade ryggkotor som värsta skada.